# 두바우셀도마뱀붙이속
두바우셀도마뱀붙이속(Hoplodactylus)은 뉴질랜드에 고유한 도마뱀붙이류의 일곱 속 중 하나이며, 덩치 큰 갈색 도마뱀 두 종으로 구성되어 있고, 하나는 멸종되었으며 하나는 포식자가 없는 섬에서만 살아남았다.

## 상세
두바우셀도마뱀붙이류는 녹색도마뱀붙이류에 비해 색깔이 화려하고 아름답지 않지만, 더 잘 위장하기 위해 피부의 채색 무늬를 살짝 바꿀 수 있어서 포식당할 위험을 줄인다. "두바우셀도마뱀붙이류는 피부의 색깔을 바꾸는 능력이 있어서 체온조절에 다소 도움이 된다."(*1). 차가운 곳에서 햇볕을 쬘 때는 피부색을 어둡게 하여 열기를 더 많이 흡수하고, 반대로 따뜻한 곳에서는 피부색을 밝게 하여 열기를 덜 흡수하여 과열을 막는다.
뉴질랜드의 두 토착 게코 속 사이에는 다양한 핵심적인 생리적, 행동적 차이점이 있다.
| 두바우셀도마뱀붙이속                                    | 녹색도마뱀붙이속                                    |
| ------------------------------------------------------- | --------------------------------------------------- |
| 주로 회갈색                                             | 주로 초록색                                         |
| 주로 야행성                                             | 오직 주행성                                         |
| 지상, 때대로 나무 줄기                                  | 수목, 나뭇잎                                        |
| 적극적으로 먹이를 찾아나섬                              | 가만히 먹이가 지나가길 기다림                       |
| 일반적으로 빠르게 움직임                                | 일반적으로 천천히 움직임                            |
| 피부색의 진하기를 바꿀 수 있음                          | 피부색의 진하기를 바꿀 수 없음                      |
| 꼬리가 넓고, 물체를 감을 수 없으며, 곧잘 자절함         | 꼬리가 좁고, 물체를 감을 수 있으며, 마지못해 자절함 |
| 발가락이 넓고 발톱이 있어서 부드러운 수직 표면에 적응됨 | 발가락이 좁아서 가지와 나뭇잎을 붙잡는 데 적응됨    |

## 분류
- 델쿠르큰도마뱀붙이 (멸종)
- 두바우셀도마뱀붙이

### 설명
두바우셀도마뱀붙이는 뉴질랜드에 남아있는 제일 거대한 도마뱀붙이류이지만, 오늘날에는 시궁쥐 같은 도입된 포유류의 포식 때문에 분포 범위가 해충이 없는 연안의 섬으로 제한되어 있다.
델쿠르큰도마뱀붙이는 멸종하기 전까지 세계에서 제일 거대한 도마뱀붙이류였다. 1986년에 최초로 묘사되었는데, 남아있는 단 하나의 표본은 19세기 초에 수집되었지만 프랑스 박물관에서 100년 이상 방치되었다.